# A Manly Man
A Manly Man è un cortometraggio muto del 1911 diretto da Thomas H. Ince. È il debutto sugli schermi per l'attore William E. Shay che, nella sua carriera durata fino al 1927, avrebbe girato più di cento film.

## Trama
Norman Duncan, un ingegnere civile che lavora per il governo, viene inviato nelle Filippine. Benché abbia giurato alla fidanzata Elinor di rimanerle fedele, Norman è giovane e soffre la solitudine. Così, comincia a corteggiare Lola, una ragazza del posto, che non sembra insensibile alle sue attenzioni. La cosa, però, provoca la gelosia di Petro, innamorato della ragazza. Un giorno, tornando dalle paludi, Norman cade vittima delle febbri ma viene abbandonato dai compagni, timorosi di venire contagiati da lui. Viene ritrovato da Lola, che lo porta a casa con sé, dove lo assiste amorevolmente. Petro diventa sempre più furioso e quando, un giorno, vede uscire dalla capanna il suo rivale ancora debole, ma indiscutibilmente vivo, lo aggredisce brandendo un coltello. Lola si getta su di lui, togliendogli l'arma e gettandola via, tra il fogliame della giungla. La lotta finisce quando, per caso, giunge provvidenzialmente un sacerdote che divide i contendenti. Petro, adducendo una scusa, se ne va via. Il prete, che chiede chiarimenti su quello che sta succedendo, viene così a conoscenza della situazione. L'uomo mette davanti alle sue responsabilità Norman, chiedendogli cosa voglia fare per il futuro. Il giovane si rende conto che deve decidere e così acconsente a portare all'altare Lola.
Dal matrimonio, nasce un bambino. Mentre Norman si trova insieme al figlio nel suo cortile, arriva uno straniero. Si tratta di un suo amico, venuto dagli Stati Uniti a cercarlo. Felice, Norman lo accoglie con gioia. Il nuovo venuto gli dice che Elinor si trova fuori dal cancello. Norman si precipita ad accogliere tra le braccia la fidanzata, suscitando lo sgomento di Lola, che ha capito tutto. Accorgendosi di lei, Norman rimane interdetto, non sapendo più cosa fare. Allora, anche Elinor comincia a capire e si scioglie dall'abbraccio. Poi si allontana mestamente. Norman, angosciato, si siede. Poi, torna da Lola, abbracciandola.

## Produzione
Il film fu prodotto dall'Independent Moving Pictures Co. of America (IMP).

## Distribuzione
Il film - un cortometraggio di una bobina - uscì nelle sale statunitensi il 27 febbraio 1911, distribuito dalla Motion Picture Distributors and Sales Company. L'IMP confluì nel 1912 in una nuova casa di produzione, la Universal: così, nel 1914, l'Universal Film Manufacturing Company distribuì la riedizione del film il 23 novembre con il titolo His Gratitude.
Copia della pellicola viene attualmente conservata negli archivi cinematografici dell'UCLA Film and Television Archive.

### Date di uscita
IMDb
- USA	27 febbraio 1911
- USA	23 novembre 1914  His Gratitude	 (riedizione)